# El Hadj Ibrahima Sakho
 (mai 2025).
Motif : Aucune source
- Archive Wikiwix
- Bing
- Cairn
- DuckDuckGo
- E. Universalis
- Gallica
- Google
- G. Books
- G. News
- G. Scholar
- Persée
- Qwant
- (zh) Baidu
- (ru) Yandex
- (wd) trouver des œuvres sur Wikidata

| 1. | Préciser le motif de la pose du bandeau. | Précisez le motif de la pose du bandeau en utilisant la syntaxe suivante : {{admissibilité à vérifier\|date=juin 2025\|motif=remplacez ce texte par le motif}}                              |
| 2. | Informer les utilisateurs concernés.     | Pensez à avertir le créateur de l'article, par exemple, en insérant le code ci-dessous sur sa page de discussion : {{subst:avertissement admissibilité à vérifier\|El Hadj Ibrahima Sakho}} |

 (mars 2012).
Pour les articles homonymes, voir Sakho.
Ash Cheikh Al Islâm Al Hadj Ibrahima Sakho (1911-1994) est un érudit, grand chef religieux musulman appartenant à la confrérie soufie tidjane.

## Biographie
Ibrahima Sakho est le fils de Elimane Sakho et de Fatoumata Ndiaye dite Mame Ngouye Sigui.Il est naît le mercredi 20 décembre 1911, à Dakar, au quartier Keury Kao à Rufisque. 

## Jeunesse
Son père Mame Elimane avait déjà une parfaite maitrise du Coran et des textes religieux avant même sa rencontre avec Malick Sy à Ndiarndé. C'est à la suite de cette rencontre que Mame Elimane s'est installé à Rufisque en tant qu'imam Ratib et représentant de Seydil Hadj Malick.
Tout jeune, El Hadji Ibrahima Sakho fit ses études coraniques à Diamal dans la région du Saloum auprès du marabout Abdou Cissé surnommé « Borom Diamal » qui était aussi son oncle. Après avoir fait ses humanités auprès de la famille Cissé, Ibrahima Sakho rejoignit son père à Rufisque pour poursuivre ses études. Il fera ensuite son service militaire, intégrera l'armée sous le matricule 255 6 RAC et participera à la Seconde Guerre mondiale.
À l'âge de 18 ans, il reçut le Wird Tidjane1 de la part de son père. Quelques années plus tard, alors qu'Ibou Sakho n'avait que 26 ans, il reçut l'autorisation spéciale de délivrer le Wird Tidjane aux fidèles (Ijaza Itlaqi). C'est en 1945 qu'il effectua son premier pèlerinage à la Mecque.

## Sa vie et son œuvre
Il commence son œuvre, sa vulgarisation de l'islam par la publication de documents écrits sur la prière, le jeune, la Zakat, le pèlerinage à la Mecque -  El Hadji Ibrahima Sakho se rend compte que l'oralité occupe une audience beaucoup plus importante dans la société sénégalaise, compte tenu de certaines spécificités socio-culturelles. Dès lors, il opère un changement de méthode, un renouvellement pédagogique pour se lancer dans l'oralité à travers l'organisation de veillées ou nuits religieuses autrement appelées « Gamou » en Wolof.
Son premier gamou date de 1929 à Nguékhokh alors qu'il n’a que 18 ans ; mais il a déjà beaucoup de connaissances islamiques acquises auprès de Borom Diamal, de son père Mame Elimane et de l'érudit de Rufisque Amadou Lamine Diakha Cissé. 
Avec  son immense savoir, El Hadji Ibrahima Sakho marqué davantage les esprits des Sénégalais à cause de son éloquence, sa pertinence et surtout sa pédagogie. De prime abord, sa parfaite maîtrise du Nahwou, une grammaire arabe de référence, fait de lui un érudit hors pair. C'est ce qui lui vaut une explication avec brio du «  Khilassou Zahab », la plus grande et emblématique œuvre sur la vie de Mahomet réalisée par le guide spirituel Malick Sy.
À travers le Khilassou Zahab qui a fait toute sa célébrité, Mame Ibou fait partie des plus illustres protagonistes de la diffusion de la pensée de El Hadji Malick Sy, et surtout de faire [pas clair]connaître sa dimension intellectuelle et morale au grand public. Éminent pédagogue et brillant éducateur, El Hadji Ibrahima Sakho a été le principal animateur du Maouloud de Tivaouane pendant près de 20 ans, auprès d'Abdou Aziz Sy dans la mosquée de Malick Sy. De plus, il a une parfaite maîtrise du Coran qu'il a pu intégralement traduire et bien expliquer. À part les veillées religieuses, il faisait part de ses connaissances coraniques au grand public dans la mosquée de Tchéddém à Sandaga dans la ville de Dakar.
Partisan engagé de la tolérance entre les hommes, toute religion et toute obédience confondue, il a été titulaire de plusieurs décorations dont celle que lui a décernée au Vatican sa sainteté le Pape Paul VI en 1966.
Ibrahima Sakho est aussi un poète, écrivain et grand bâtisseur ; c'est ainsi qu'au nombre de ses écrits publiés, on compte plus de 16 Ouvrages sur des thèmes aussi essentiels que divers, des poèmes dédiés à Mahomet au vénéré Cheikh Seydi Ahmed Tidiane Chérif à son maître spirituel Malick Sy, ainsi que 22 mosquées qu'il peut construire au Sénégal. Mais, l'une de ses plus illustres œuvres est sans conteste la prière annuelle de la Salatoul Tasbihi qu'il organise depuis 1968 à Médinatoul Mounawwara dans le département de Mbour.

## Décès
Il meurt le samedi 13 août 1994, à son domicile à Keury Kao Rufisque, rue Ousmane Socé Diop. Il est inhumé dans la mosquée de « Campement Nguékokh ».